# 영국항공 009편 엔진 고장 사고
영국항공 9편 엔진 고장 사고(영어: Baritish Airways Flight 9)는 1982년 런던 히드로 공항을 출발해 오클랜드 국제공항으로 향하던 여객편이다. 인도네시아 자와섬 상공에서 엔진 고장 사고가 발생했다. 인도네시아 갈랑궁 화산의 화산재가 엔진에 들어가 고장난것으로 밝혀졌다. 이와 같은 사실을 알려진 이야기는 신비한TV 서프라이즈에도 물론 다루었던 것으로 드러나고 있다. 다행히도 엔진이 멈춘 후 추락하는 중에 신선한 공기를 만나 엔진에 들어간 화산재가 씻겨 나가 엔진이 다시 작동해 다시 비행기가 날았다. 

## 같이 보기
- 싱가포르 항공